# 豫花面粉遭部分湖北媒体虚假报道事件
豫花面粉被湖北媒体虚假报道事件是指因中國湖北省黄石市本地面粉的竞争力低于河南省出产的面粉，造成河南面粉占据当地八成市场，后经湖北省《楚天都市报》于2004年10月10月以“大批‘毒面粉’流入黄石”为题对豫花面粉进行虚假报道，致使豫花面粉生产厂家“河南省大程面粉实业有限公司”面临破产，造成河南产地面粉的销量在湖北乃至全国市场剧降，并给消费者带来面粉恐慌的事件。

## 经过

### 虚假报道
2004年10月10日，湖北省黄石市的本地媒体以醒目的标题报道豫花面粉在当地被围剿的新闻。同日，湖北省深具影响力的媒体《楚天都市报》更是以大批毒面粉流入黄石为题，对产地是河南的面粉进行不实报道，报道称黄石市疾控中心对豫花面粉的抽检化验结果表明，每公斤豫花面粉含有0.089克过氧化苯甲酰（即增白剂），国家标准含量每公斤不能超过0.006克，超标达14倍。但真实的国家标准为每公斤不能超过0.06克。其报道中的检测结果比国家标准超标48%。此虚假报道一出，全国众多媒体纷纷转载，在国内引起轩然大波，民众对豫花面粉乃至出产自河南的面粉“谈面色变”。

### 查明真相
豫花面粉在湖北的境遇引起了河南省有关部门的高度重视，2004年10月12日，豫花面粉总部所在地的河南省驻马店市上蔡县质量技术监督局封停了“大程面粉实业有限公司”的生产线。同时，河南省工商局、河南省质量技术监督局、河南省监察厅、河南省粮食厅等部门组成的河南省人民政府调查组也进驻厂家进行调查，但调查结果发现豫花面粉质量过关，不存在任何增白剂超标的问题。另外，10月12日武汉市粮油食品中心检验站对豫花特精粉的检测结果也表明豫花面粉符合国家标准。
中国质量检测协会会长李保国称，黄石市疾病防预控制中心根本不是法定的粮食品质检验机构，即便具备检测资格，在受人委托对面粉检测之后的结果也应该向上级主管部门或执法部门举报，让执法部门按照执法程序来处理。同时按照规定，检测方需要将检测结果通知给生产厂家进行核实，生产厂家有15天的复议期，厂家在15日之内有法定的复测权利，但是湖北方面并没有按照规定去做。

### 真相公布后，湖北政府失语，湖北媒体继续炒作[5]
在2004年10日12日的真相出现后，湖北省人民政府（时任中共湖北省委书记俞正声）和当地的执法部门并没有向社会澄清此事，而当地的媒体还是继续炒作此事。2004年10月14日，湖北的《长江日报》对真相视而不见，继续以“汉川围剿‘豫花牌’有毒面粉”为题进行歪曲性报道。即便在中国国家粮油质量监督检验中心判定豫花牌面粉的过氧化苯甲酰的含量完全符合国家标准，2004年12月被“全国政府采购论坛”组委会授予“人民大会堂会议指定面粉”资格，同时“大程面粉实业有限公司”还被指定为“全国政府采购重点推荐单位”。

### 湖北媒体辩解
在真相查明后事隔将近3个月，湖北楚天都市报于2005年1月6日自我辩解：
第一：楚天都市报记者石勇把增白剂国家标准“≤0.06克/千克”错写成“≤0.006克/千克”，将国家标准夸大10倍，楚天都市报声称荆门和武汉出售的面粉仍然超标，而且送往国家检测的面粉跟在武汉查出的面粉并不相同。部分媒体所谓的免检产品跟查出问题的产品亦不相同。楚天都市报的自辩与事实并不相符，2004年10月12日武汉市粮油食品中心检验站对豫花特精粉的检测结果也表明豫花面粉符合国家标准。
二是楚天都市报声称有媒体认为该报道虚假，但是在该事件爆发后，这些媒体无一向湖北方面核实事实，也没有到现场进行调查，而是一味“鸣冤”，并不顾科学事实不考虑消费者健康为该厂家宣传增白剂的“功能”。湖北省要求调查核实，却因为省委宣传部接到河南省委宣传部的要求，要求湖北媒体不再此事件追踪报道，湖北众媒体只能坐等调查结果。楚天都市报的这一辩解与事实又有出入之处，即便在真相查明后的2日后，2004年10月14日湖北的《长江日报》仍然以“汉川围剿‘豫花牌’有毒面粉”为题进行歪曲性报道。
最后，湖北媒体又从增白剂的危害，来为自己辩护，湖北媒体称2001年10月就有全国65家面粉企业联合发文呼吁禁用增白剂，因其长期使用会对肝脏造成损害。这些企业建议国家效仿其他国家禁用增白剂。但《经济日报》、《中华工商时报》却称增白剂是“国际惯例”、“没有增白剂就没有现代面粉工业”，与事实相左。但这一事件的直接起因是楚天都市报夸大增白剂标准。面粉企业添加增白剂需符合国家制定的增白剂标准，河南省工商局、河南省质量技术监督局、河南省监察厅、河南省粮食厅等部门组成的省政府调查组以及武汉市粮油食品中心检验站检测的豫花面粉都符合标准。

## 参阅
- 2008年中国奶制品污染事件